# ロス・オーレンドルフ
カーティス・ロス・オーレンドルフ（Curtis Ross Ohlendorf, 1982年8月8日 - ）は、アメリカ合衆国テキサス州オースティン出身の元プロ野球選手（投手）。右投右打。

## 経歴

### プロ入りとダイヤモンドバックス傘下時代
2004年のMLBドラフト4巡目（全体116位）でアリゾナ・ダイヤモンドバックスから指名され、7月9日に契約。
2006年にAAA級ツーソン・サイドワインダーズに昇格。オフにテキサス大学財務部のインターンシップに参加した。

### ヤンキース時代
2007年1月9日にランディ・ジョンソンとのトレードで、アルベルト・ゴンザレス、スティーブン・ジャクソン、ルイス・ビスカイーノと共にニューヨーク・ヤンキースへ移籍。移籍後はAAA級スクラントン・ウィルクスバリ・ヤンキースでプレー。9月9日にメジャー初昇格を果たし、9月11日のトロント・ブルージェイズ戦でメジャーデビュー。7点リードの9回裏に登板し、1回を無安打無失点1三振に抑えた。ポストシーズンではアメリカンリーグディビジョンシリーズ(ALDS)のロースター入りを果たした。10月4日のクリーブランド・インディアンス戦で王建民が8失点で降板した5回2死から2番手で登板。しかし1回4安打1四球3失点と抑えられず、6回2死で降板した。

### パイレーツ時代
2008年7月26日にダマソ・マルテ、ゼイビア・ネイディとのトレードで、ジェフ・カーステンス、ダニエル・マカッチェン、ホセ・タバタと共にピッツバーグ・パイレーツへ移籍。移籍後はAAA級インディアナポリス・インディアンスでプレーした。9月2日にメジャー昇格。移籍後は5試合に登板し、0勝3敗と結果を残すことができなかった。
2009年は29試合に登板し、自己最多の11勝（10敗）を挙げた。9月5日のセントルイス・カージナルス戦ではメジャー40人目となる「三者連続三球三振」を達成した。オフに農務省のインターンシップに8週間参加した。
2010年7月28日のコロラド・ロッキーズ戦の1回裏2死の場面でトロイ・トゥロウィツキーの打球が頭部に直撃し降板した。この年は21試合に登板し、1勝11敗と結果を残せなかった。
2011年、球団は96万1000ドル増額の140万ドルを提示したが、オーレンドルフは不服として年俸調停に持ち込み、2月9日に自身の要求額である202万5000ドルが認められた。しかしシーズンは肩の故障でシーズンの大半をリハビリに費やした。8月23日にメジャー昇格。9月5日のニューヨーク・メッツ戦ではデイナ・イブランドからメジャー初本塁打を記録し、この試合の決勝打となったが、シーズンはこの1勝にとどまった。オフの12月8日に放出された。

### レッドソックス傘下時代
2012年2月16日にボストン・レッドソックスとマイナー契約で合意。AAA級ポータケット・レッドソックスでプレーしていた。6月2日にFAとなった。

### パドレス時代
2012年6月4日にサンディエゴ・パドレスと1年契約で合意。6月16日にメジャー昇格。13試合に登板し4勝4敗・防御率は7.77を記録し、8月18日にAAA級ツーソン・パドレスに降格。9月4日にDFAとなり、10月10日にFAとなった。

### ナショナルズ時代

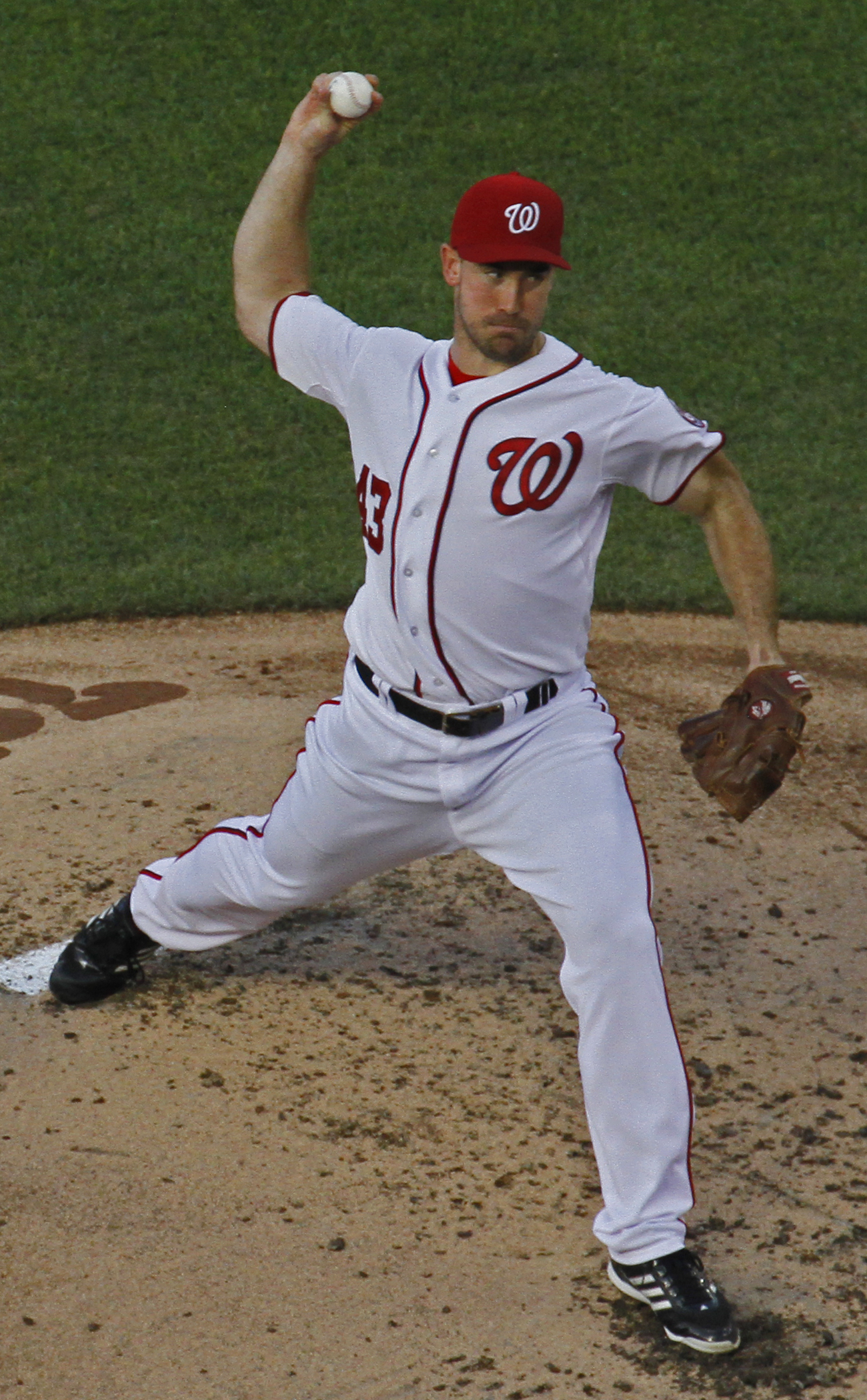
ワシントン・ナショナルズ時代
(2013年7月26日)

2013年1月10日にワシントン・ナショナルズとマイナー契約を結んだ。開幕はAAA級シラキュース・チーフスで迎えた。6月12日にメジャー昇格した。シーズンは16試合に登板し、4勝1敗と2009年以来の貯金を作った。12月2日にナショナルズと125万ドルの1年契約に合意した。
2014年3月21日に腰を痛め、15日間の故障者リスト入り。3月26日に60日間の故障者リストへ異動。この年はメジャーでの登板はなかった。

### レンジャーズ時代
2015年1月23日にテキサス・レンジャーズとマイナー契約を結んだ。5月17日にメジャー契約となり、25人枠入りする。7月27日にDFAとなり、7月31日に解雇となるが、8月5日にマイナー契約でレンジャーズと再契約し、AAA級ラウンドロック・エクスプレスへ配属された。9月1日にロースター拡大に伴ってメジャー昇格した。2年ぶりのメジャー復帰となったこの年は、21試合でマウンドに登って3勝1敗・防御率3.72・WHIP1.45という、まずまずの成績だった。オフの11月2日にFAとなった。

### レッズ時代
2016年2月18日にカンザスシティ・ロイヤルズとマイナー契約を結んだが、3月23日に自由契約となった。3月26日にシンシナティ・レッズと年俸80万ドルでのメジャー契約を結んだ。5月13日のパイレーツ戦で、すでに警告試合が宣告された状態で登板し、デビッド・フリースに死球を与えて退場処分となり、3試合の出場停止処分と罰金を科せられた。。2016年11月3日、FAとなった。

### ヤクルト時代
2016年12月28日に日本プロ野球の東京ヤクルトスワローズと契約。
2017年はオープン戦では好投したものの、レギュラーシーズンに入ると横浜DeNAベイスターズとの開幕カードの3戦目で先発し、ミスも絡んで6回4失点（自責点2）だった。4月23日の広島東洋カープ戦でも2回3失点（勝ち負けつかず）でKOされ、二軍降格となった。8月17日に右肩の検査のため帰国した。前述の広島戦を最後に登板がなく、4試合の登板（いずれも先発）で0勝1敗、防御率5.50と振るわなかった。オフの9月14日に自由契約となった。

## 投球スタイル
走者がいない時は腕を後ろから大きく振りかぶるワインドアップで投げる。長身を生かした角度ある直球が武器。持ち球は、フォーシーム・ツーシーム、2種類のスライダー、チェンジアップ。2016年シーズン終了時点で、ゴロ/フライ比率がメジャー通算0.66と低く、フライボールピッチャーの傾向がある。

## 人物
プリンストン大学では経済学を学んだ。クラスメートの多くは金融系の仕事に就いたという。実家では広大な牧場を経営している。
来日した際に寿司を食べ、気に入っていた。

## 詳細情報

### 年度別投手成績
| 年 度    | 球 団    | 登 板 | 先 発 | 完 投 | 完 封 | 無 四 球 | 勝 利 | 敗 戦 | セ 丨 ブ | ホ 丨 ル ド | 勝 率 | 打 者 | 投 球 回 | 被 安 打 | 被 本 塁 打 | 与 四 球 | 敬 遠 | 与 死 球 | 奪 三 振 | 暴 投 | ボ 丨 ク | 失 点 | 自 責 点 | 防 御 率 | W H I P |
| -------- | -------- | ----- | ----- | ----- | ----- | -------- | ----- | ----- | -------- | ----------- | ----- | ----- | -------- | -------- | ----------- | -------- | ----- | -------- | -------- | ----- | -------- | ----- | -------- | -------- | ------- |
| 2007     | NYY      | 6     | 0     | 0     | 0     | 0        | 0     | 0     | 0        | 1           | ---   | 26    | 6.1      | 5        | 1           | 2        | 0     | 0        | 9        | 0     | 0        | 2     | 2        | 2.84     | 1.11    |
| 2008     | NYY      | 25    | 0     | 0     | 0     | 0        | 1     | 1     | 0        | 4           | .500  | 187   | 40.0     | 50       | 7           | 19       | 3     | 1        | 36       | 6     | 0        | 31    | 29       | 6.53     | 1.73    |
| 2008     | PIT      | 5     | 5     | 0     | 0     | 0        | 0     | 3     | 0        | 0           | .000  | 113   | 22.2     | 36       | 3           | 12       | 0     | 0        | 13       | 4     | 1        | 18    | 16       | 6.35     | 2.12    |
| '08計    | PIT      | 30    | 5     | 0     | 0     | 0        | 1     | 4     | 0        | 4           | .200  | 300   | 62.2     | 86       | 10          | 31       | 3     | 1        | 49       | 10    | 1        | 49    | 45       | 6.46     | 1.87    |
| 2009     | PIT      | 29    | 29    | 0     | 0     | 0        | 11    | 10    | 0        | 0           | .524  | 725   | 176.2    | 165      | 25          | 53       | 1     | 7        | 109      | 2     | 1        | 80    | 77       | 3.92     | 1.23    |
| 2010     | PIT      | 21    | 21    | 0     | 0     | 0        | 1     | 11    | 0        | 0           | .083  | 475   | 108.1    | 106      | 12          | 44       | 2     | 6        | 79       | 5     | 0        | 54    | 49       | 4.07     | 1.39    |
| 2011     | PIT      | 9     | 9     | 0     | 0     | 0        | 1     | 3     | 0        | 0           | .250  | 194   | 38.2     | 60       | 9           | 15       | 2     | 6        | 27       | 2     | 0        | 38    | 35       | 8.15     | 1.94    |
| 2012     | SD       | 13    | 9     | 0     | 0     | 0        | 4     | 4     | 0        | 0           | .500  | 233   | 48.2     | 62       | 7           | 24       | 0     | 1        | 39       | 2     | 1        | 44    | 42       | 7.77     | 1.77    |
| 2013     | WSH      | 16    | 7     | 0     | 0     | 0        | 4     | 1     | 0        | 1           | .800  | 247   | 60.1     | 56       | 8           | 14       | 1     | 1        | 45       | 1     | 0        | 22    | 22       | 3.28     | 1.16    |
| 2015     | TEX      | 21    | 0     | 0     | 0     | 0        | 3     | 1     | 1        | 7           | .750  | 85    | 19.1     | 21       | 4           | 7        | 2     | 0        | 19       | 0     | 0        | 8     | 8        | 3.72     | 1.45    |
| 2016     | CIN      | 64    | 0     | 0     | 0     | 0        | 5     | 7     | 2        | 3           | .417  | 290   | 65.2     | 59       | 14          | 32       | 1     | 6        | 68       | 4     | 0        | 35    | 34       | 4.66     | 1.39    |
| 2017     | ヤクルト | 4     | 4     | 0     | 0     | 0        | 0     | 1     | 0        | 0           | .000  | 84    | 18.0     | 18       | 1           | 11       | 0     | 1        | 15       | 2     | 0        | 13    | 11       | 5.50     | 1.61    |
| MLB：9年 | MLB：9年 | 209   | 80    | 0     | 0     | 0        | 30    | 41    | 3        | 16          | .423  | 2575  | 586.2    | 620      | 90          | 222      | 12    | 28       | 444      | 26    | 3        | 332   | 314      | 4.82     | 1.44    |
| NPB：1年 | NPB：1年 | 4     | 4     | 0     | 0     | 0        | 0     | 1     | 0        | 0           | .000  | 84    | 18.0     | 18       | 1           | 11       | 0     | 1        | 15       | 2     | 0        | 13    | 11       | 5.50     | 1.61    |

- 2020年度シーズン終了時

### 記録
NPB投手記録
- 初登板・初先発登板：2017年4月2日、対横浜DeNAベイスターズ3回戦（明治神宮野球場）、6回4失点で勝敗つかず
- 初奪三振：同上、1回表に梶谷隆幸から空振り三振

NPB打撃記録
- 初打席：同上、4回裏に濵口遥大から空振り三振

### 背番号
- 60 (2007年)
- 39 (2008年 - 同年途中)
- 49 (2008年途中 - 2011年)
- 59 (2012年)
- 43 (2013年)
- 25 (2015年 - 同年途中)
- 51 (2015年途中 - 同年終了)
- 27 (2016年）
- 34（2017年 - 同年途中）